# Pavonia leptocalyx
Pavonia leptocalyx är en malvaväxtart som först beskrevs av Otto Wilhelm Sonder, och fick sitt nu gällande namn av Oskar Eberhard Ulbrich. Pavonia leptocalyx ingår i släktet påfågelsmalvor, och familjen malvaväxter. Inga underarter finns listade i Catalogue of Life.